# Thenkarai (Coimbatore)
Thenkarai è una suddivisione dell'India, classificata come town panchayat, di 7.168 abitanti, situata nel distretto di Coimbatore, nello stato federato del Tamil Nadu. In base al numero di abitanti la città rientra nella classe V (da 5.000 a 9.999 persone).

## Geografia fisica
La città è situata a 10° 56' 51 N e 76° 50' 33 E.

## Società

### Evoluzione demografica
Al censimento del 2001 la popolazione di Thenkarai assommava a 7.168 persone, delle quali 3.593 maschi e 3.575 femmine. I bambini di età inferiore o uguale ai sei anni assommavano a 656, dei quali 346 maschi e 310 femmine. Infine, coloro che erano in grado di saper almeno leggere e scrivere erano 3.823, dei quali 2.303 maschi e 1.520 femmine.